# Тичар, Рок
Рок Тичар (словен. Rok Tičar; род. 3 мая 1989, Есенице) — словенский хоккеист, центральный нападающий, игрок «Грац Найнти Найнерс» и сборной Словении. Сын хоккейного вратаря Клемена Тичара.
На уровне КХЛ известен по выступлениям в составе таких команд, как: братиславский «Слован», екатеринбургский «Автомобилист», нижегородское «Торпедо», новосибирская «Сибирь» и китайский «Куньлунь Ред Стар». За пять лет выступлений в КХЛ провёл 225 матчей (включая игры плей-офф), забросил 44	шайбы и отдал 56 результативных передач, тем самым набрав ровно 100 результативных очков в лиге.
Также хоккеист имеет опыт выступлений на двух Олимпиадах (2014, 2018) и пяти чемпионатах мира в высшем дивизионе (2011, 2013, 2015, 2017, 2023).